# Dicranomyia handlirschi
Dicranomyia handlirschi là một loài ruồi trong họ Limoniidae. Chúng phân bố ở miền Cổ bắc.